# Riku Miura
Riku Miura (三浦 璃来 (Miura Riku?); Takarazura, 17 dicembre 2001) è una pattinatrice giapponese vincitrice, insieme a Ryūichi Kihara, di due medaglie d'oro (2023 e 2025) e due d'argento al Campionato del mondo e della medaglia d'oro alla finale di Grand Prix 2022, oltre che campionessa nazionale giapponese nelle stagioni 2019-2020 e 2024-2025.
La coppia ha anche vinto la medaglia d'argento nell'evento a squadre alle Olimpiadi invernali del 2022.
Con il suo precedente compagno di pattinaggio, Shoya Ichihashi, Miura ha partecipato a tre Campionati del mondo juniores fra il 2017 e il 2019.

## Biografia
Miura è nata a Takarazuka.

## Palmarès

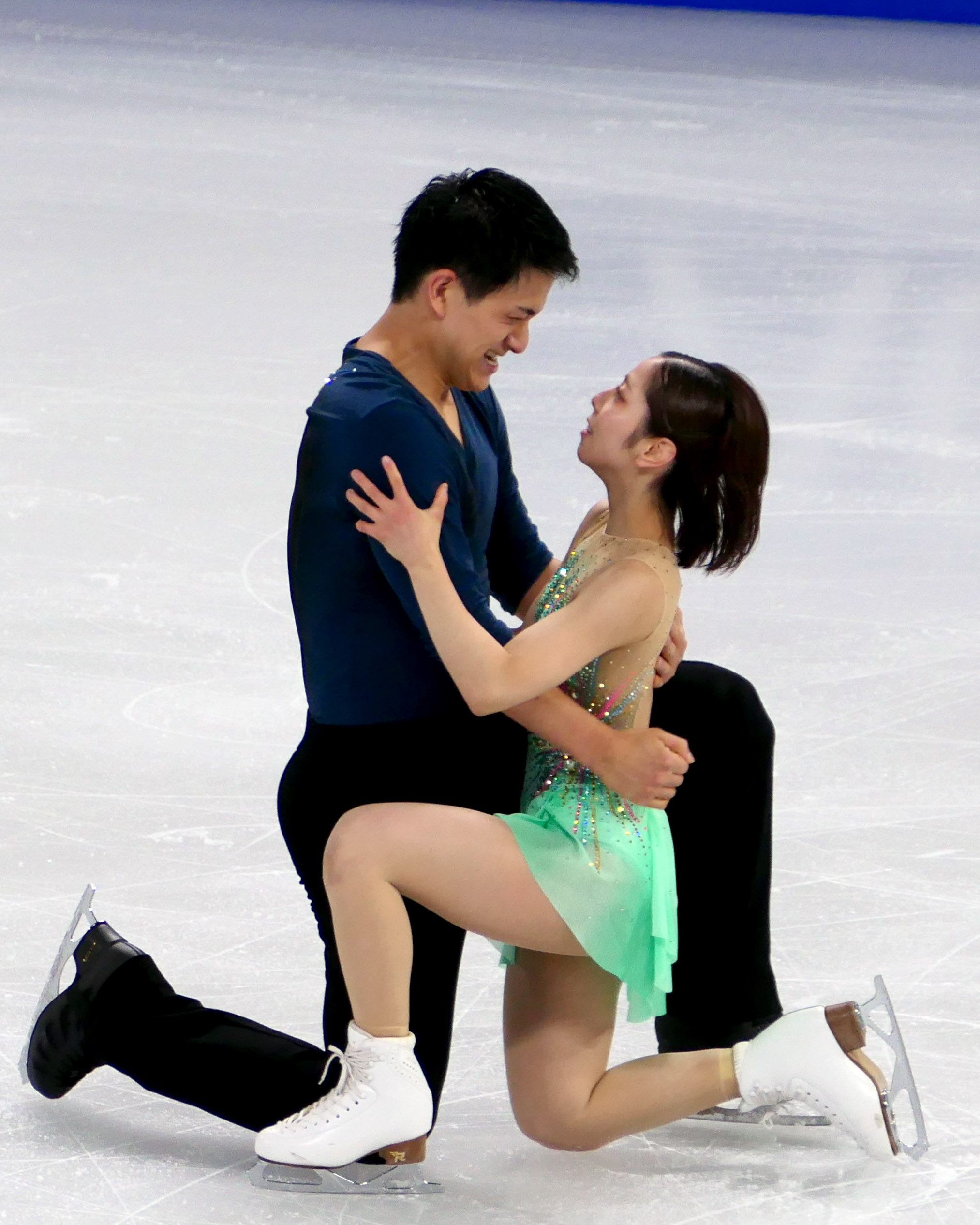
Miura e Kihara al Campionato del mondo nel 2024.

GP: Grand Prix; CS: Challenger Series; JGP: Junior Grand Prix

### Coppie con Kihara
| Internazionali | Internazionali | Internazionali | Internazionali | Internazionali | Internazionali | Internazionali |
| Evento | 2019–20        | 2020–21        | 2021–22        | 2022–23        | 2023-24        | 2024-25        |
| --- | -------------- | -------------- | -------------- | -------------- | -------------- | -------------- |
| Giochi olimpici invernali |                |                | 7°             |                |                |                |
| Campionati mondiali | C              | 10°            | 2°             | 1°             | 2°             | 1°             |
| Campionati dei Quattro continenti | 8°             | C              |                | 1°             | 2°             | 1°             |
| GP Finale |                |                | C              | 1°             |                | 2°             |
| GP NHK Trophy | 5°             |                | 3°             | 1°             | R              | 2°             |
| GP Skate America |                |                | 2°             |                | R              | 1°             |
| GP Skate Canada |                | C              |                | 1°             |                |                |
| CS Autumn Classic International |                |                | 1°             |                | 2°             |                |
| CS Lombardia Trophy |                |                |                |                |                | 2°             |
| Nazionali |                |                |                |                |                |                |
| Campionati giapponesi | 1°             |                | R              | R              | R              | 1°             |
| Eventi a squadre |                |                |                |                |                |                |
| Giochi olimpici invernali |                |                | 2º S           |                |                |                |
| World Team Trophy |                | 3° S 3° P      |                | 3° S 2° P      |                | 2° S 1° P      |
| R = Ritirati; C = Evento cancellato S = Risultato della squadra; P = Risultato personale. Medalglie assegnate solo per il risultato della squadra. |                |                |                |                |                |                |

### Coppie con Ichihashi

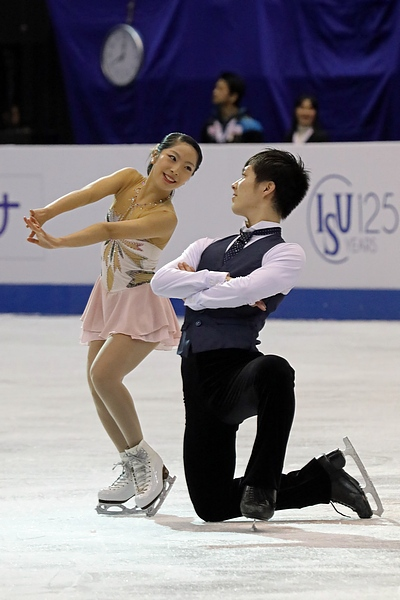
Miura e Hichihashi al Campionato del mondo junior nel 2017.

| Internazionali | Internazionali | Internazionali | Internazionali | Internazionali |
| Evento | 2015–16        | 2016–17        | 2017–18        | 2018–19        |
| --- | -------------- | -------------- | -------------- | -------------- |
| Campionati dei Quattro continenti                                                                                         |                |                | 10°            |                |
| CS Golden Spin |                |                | 6°             |                |
| Internazionali: Junior |                |                |                |                |
| Campionati mondiali |                | 13°            | 10°            | 14°            |
| JGP Austria |                |                |                | 7°             |
| JGP Canada |                |                |                | 4°             |
| JGP Lettonia |                |                | 10°            |                |
| JGP Polonia |                |                | 10°            |                |
| Bavarian Open | 7°             |                |                |                |
| Toruń Cup |                | 1°             |                |                |
| Nazionali |                |                |                |                |
| Campionati giapponesi |                |                | 3°             | R              |
| Campionati giapponesi junior                                                                                              | 1°             | 1°             |                |                |
| Eventi a squadre |                |                |                |                |
| World Team Trophy |                |                |                | 2° S 6° P      |
| J = Junior S = Risultato della squadra; P = Risultato personale. Medalglie assegnate solo per il risultato della squadra. |                |                |                |                |